# Пожежа в Дацці (2012)
Пожежа в Дацці — техногенна аварія на швейній фабриці у столиці Бангладеш, місті Дакка (район Ашулія), що сталася 24 листопада 2012 року. Підтверджена загибель щонайменше 121 людини, ще не менше двохсот постраждали. Більшість людей загинули не від вогню, а в результаті падіння з великої висоти, рятуючись з палаючої будівлі.
За лічені хвилини вогонь охопив величезну площу будівлі. На момент пожежі на підприємстві перебували сотні співробітників. Люди намагалися врятуватися, вистрибуючи з вікон, багато хто дістав важкі травми при падінні.
Пожежникам знадобилося більше п'яти годин, щоб загасити вогонь.
Пожежу приборкували 200 пожежних та 20 машин. Понад двадцять тисяч місцевих жителів залишилися без житла.